# I Need a Man
I Need a Man – singel brytyjskiego duetu Eurythmics, wydany w 1988 roku.

## Ogólne informacje
Piosenka została wydana jako trzeci singel z płyty Savage w Wielkiej Brytanii i jednocześnie jako pierwszy w USA. Utwór brzmieniowo utrzymany jest w pop-rockowym stylu, a słowa piosenki są nacechowane feminizmem. Annie Lennox prezentuje w utworze silny, głośny wokal. W zależności od wydania na stronach B singli umieszczono piosenki „I Need You”, „Heaven” i „Beethoven”.

## Teledysk
Teledysk jest kontynuacją klipu „Beethoven (I Love to Listen to)”, a uzupełnieniem całej serii jest wideo „You Have Placed a Chill in My Heart”. Teledysk wyreżyserowała Sophie Muller.

## Listy przebojów
| Kraj              | Pozycja |
| ----------------- | ------- |
| Wielka Brytania   | 26      |
| Stany Zjednoczone | 46      |
| Kanada            | 14      |
| Irlandia          | 23      |
| Australia         | 78      |
| Nowa Zelandia     | 19      |